# Har Jehoram
Har Jehoram (hebrejsky: הר יהורם) je vrch o nadmořské výšce 680 metrů v jižním Izraeli, v pohoří Harej Ejlat.
Nachází se cca 8 kilometrů severozápadně od centra města Ejlat a necelé 2 kilometry východně od mezistátní hranice mezi Izraelem a Egyptem. Má podobu výrazného odlesněného skalního masivu, jehož svahy na všechny strany prudce spadají do hlubokých údolí, jimiž protékají vádí. Na jižní straně je to vádí Nachal Šlomo, na severu Nachal Netafim. Stékají směrem do Akabského zálivu. Okolní krajina je členěna četnými skalnatými vrchy. Na jihovýchod od Har Jehoram se zvedá masiv Har Šlomo. Na jihozápadní straně je to vrch Har Jo'aš, pod nímž vede od pobřeží silnice číslo 12. Na severovýchodě stojí vrch Har Jedidja. Hora Har Jehoram je turisticky využívána. Pod vrcholem prochází Izraelská stezka, jež zde vstupuje do svého posledního úseku, předtím než skončí na egyptské hranici.